# Deodoro da Fonseca
Manuel Deodoro da Fonseca (5. kolovoza 1827. – 23. kolovoza 1892.), brazilski maršal, vođa republikanskog vojnog udara i prvi predsjednik Brazila.

## Životopis
Rođen je 1. kolovoza 1827. u brazilskoj državi Alagoas, u gradu koji danas nosi njegovo ime.  Krenuo je očevim stopama i školovao se u vojnoj akademiji u Rio de Janeiru, nakon čega je započeo vojnu karijeru. 1848. je vidio prvu akciju sudjelujući u borbi protiv liberalnih pobunjenika u pokrajini Pernambuco. Godine 1860. se oženio Marianom Cecíliom de Sousa Meireles; nisu imali djece, vjerojatno zbog njegove neplodnosti. 
Sudjelovao je i u Paragvajskom ratu (1864. – 1870.), brzo napredujući kroz činove i ističući se kao hrabar i sposoban vojnik. Godine 1887. je dobio najviši, maršalski čin.  Kao uspješan vojnik i istaknuta ličnost bio je vrlo popularan.  Sredinom osamdesetih postao je isprva vojni upravitelj, a uskoro i guverner, pokrajine Rio Grande do Sul.
Blizak republikanskim intelektualcima i nezadovoljan državnom politikom, iako s pozitivnim stavovima glede samog Cara, pridružio se republikanskoj frakciji unutar vojske. Kao najugledniji član postao je vođa i imao važnu ulogu u zbacivanju cara Pedra II., 15. studenog 1889. godine; car je u roku od dva dana protjeran u Portugal. Brazil je proglašen federalnom republikom s pravom glasa za sve pismene muškarce; započelo je pisanje zakona, propisa i stvaranje novog ustava.  Fonseca je postao predsjednik privremene vlade, našavši se ubrzo u sukobu s civilnim republikanskim vođama.  
Pod pritiskom vojske, Kongres ga je 25. veljače 1891. izabrao za prvog predsjednika Brazila; dobio je 129 glasova dok je njegov glavni konkurent, Prudente de Morais, dobio 97 glasova.  Njegov autoritarni način vladavine, neuspješna financijska politika i politički sukobi u državnom vrhu doveli su do nestabilnosti u zemlji.  Fonseca je 3. studenog 1891. proglasio izvanredno stanje, raspustivši Kongres i preuzevši sve političke ovlasti.  Grupa nezadovoljnika je pronašla potporu među visokorangiranim mornaričkim časnicima koji su zaprijetili građanskim ratom.  Fonseca je bio prisiljen dati ostavku; to je učinio 23. studenog predavši položaj potpredsjedniku Florianu Peixotou, opozicijskom političaru koji je imao podršku kongresa.  
Umro je 23. kolovoza 1892. u Rio de Janeiru.